# Schönborn (Rhein-Lahn járás)
Schönborn település Németországban, Rajna-vidék-Pfalz tartományban. Lakosainak száma 703 fő (2023. december 31.).

## Népesség
A település népességének változása:
| Lakosok száma | 561  | 725  | 720  | 728  | 732  | 703  |
|               | 1975 | 2017 | 2019 | 2021 | 2022 | 2023 |